# زاوية سيدي بنحمدون
زاوية سيدي بنحمدون هي قرية في إقليم برشيد منذ 2004 ضمن جهة الشاوية ورديغة بالغرب المغربي. كان مجموع عدد سكان الجماعة القروية زاوية سيدي بنحمدون 10.039 نسمة.(تعداد السكان الرسمي 2004)